# Sanktuarium Matki Bożej Bolesnej i Pocieszenia w Radomyślu nad Sanem
Sanktuarium Matki Bożej Bolesnej i Pocieszenia w Radomyślu nad Sanem – rzymskokatolicki kościół parafialny należący do parafii św. Jana Chrzciciela w Radomyślu nad Sanem (dekanat Gorzyce diecezji sandomierskiej).
Jest to świątynia wybudowana w latach 1999–2009. Zaprojektowana została przez architekta Adama Gustawa i jest kopią kościoła parafialnego w Boguchwale (województwo podkarpackie). Opiekę nad budową sprawował ks. Józef Turoń. Smukły, pomalowany na biało kościół został wzniesiony na planie sześciokąta, z dwiema bocznymi kaplicami tej samej wysokości co nawa oraz z dwiema strzelistymi wieżami z przodu. Namiot dachu nawy oraz kaplic jest ozdobiony trzema blaszanymi koronami, natomiast iglice wież – dwoma krzyżami. We wnęce ściany frontowej nad wejściem głównym jest umieszczona dużych rozmiarów figura św. Józefa z Dzieciątkiem Jezus. W ścianach bocznych znajdują się wąskie, prostokątne witraże, przedstawiające postacie polskich świętych i błogosławionych oraz tajemnice różańcowe. Wnętrze tworzy jedną przestrzeń z pseudonawami. Żelbetowy strop ma kształt wielkiej załamanej ku górze gwiazdy. Na suficie prezbiterium są umieszczone trzy gwiaździste otwory, skrywające sztuczne oświetlenie. Wystrój kościoła nie jest jeszcze skompletowany. Na ścianie ołtarzowej znajduje się duża, drewniana figura Chrystusa Zmartwychwstałego, po bokach umieszczone są ołtarze z dwoma łaskami słynącymi obrazami: gotyckim wizerunkiem Matki Bożej Bolesnej oraz Matki Bożej Pocieszenia. Stacje drogi krzyżowej o kolorycie lokalnym zostały przeniesione ze starej świątyni. Uroczyście kościół został poświęcony przez arcybiskupa Ignacego Tokarczuka i biskupa Edwarda Frankowskiego 31 maja 2009 roku. Obraz Matki Bożej Bolesnej, o wymiarach 46 x 33 cm, namalowany na dębowej desce, przedstawia stojącą postać Matki Boskiej w powłóczystych szatach, z mieczem tkwiącym w sercu. 15 września 1991 roku arcybiskup Ignacy Tokarczuk koronował ten obraz. Koronę poświęcił 2 czerwca 1991 roku w Rzeszowie Ojciec Święty Jan Paweł II.